# Valproef
Een valproef of valexperiment kan elk experiment zijn waarbij voorwerpen vallen, maar de naam wordt vaak gebruikt voor het experiment waarmee een oud idee van Aristoteles weerlegd kan worden. Volgens Aristoteles vallen zware voorwerpen sneller dan lichte voorwerpen. Met een valproef, in het echt of zelfs al als gedachte-experiment, kan men aantonen dat dit niet klopt.
Een bekend valexperiment werd bedacht door Giambattista Benedetti. Simon Stevin voerde in 1586 of eerder valproeven uit met Jan Cornets de Groot op de toren van de Nieuwe Kerk in Delft.

## Valwet van Aristoteles
- De tijd die een vallend voorwerp voor de val over een afstand vanuit rust nodig heeft, is omgekeerd evenredig met het gewicht van het voorwerp.[2]

## Gedachte-experiment van Benedetti, 1585
Giambattista Benedetti bedacht in zijn boek Diversarum Speculationem mathematicarum et physicarum Liber (Turijn, 1585) een gedachte-experiment.  Benedetti dacht aan twee gelijkvormige congruente voorwerpen van dezelfde stof die naast elkaar vallen, maar verbonden zijn door een verbinding van verwaarloosbaar gewicht. Bij gelijke verbonden voorwerpen ontstaat daardoor een voorwerp met dubbel gewicht, dat  volgens Aristoteles tweemaal zo snel zou moeten vallen als de voorwerpen los, zonder verbinding.
Hiermee bewees Benedetti dat de valsnelheid voor voorwerpen met hetzelfde soortelijk gewicht niet evenredig kan zijn met het gewicht, een weerlegging van de valwet van Aristoteles.

### Variant
Men heeft twee kogels, aan de buitenkant hetzelfde, maar een van de twee is hol. De eerste kogel weegt tien kilogram, de tweede vijf. Met een verbindingsstaafje met een verwaarloosbare massa kan men de twee kogels stevig aan elkaar bevestigen.
- De eerste keer laten we de twee kogels tegelijk van een hoge toren vallen. Als Aristoteles gelijk heeft, zal de zware kogel de grond het eerst raken, bijvoorbeeld na 9 seconden en de andere na 10 seconden.
- De tweede keer schroeven we de twee kogels met de verbindingsstaaf aan elkaar, en gooien het geheel dan nogmaals van de toren.

Volgens Aristoteles hebben we nu één voorwerp van vijftien kilogram dat nóg sneller moet vallen dan eerst, dus in minder dan 9 seconden.
Maar het gezond verstand zegt dat de zware, snelle kogel onderweg moet worden afgeremd door de lichtere, langzamere kogel, en dus in meer dan 9 seconden de grond bereikt.
Dit is een paradox. Beide redeneringen kloppen maar spreken elkaar tegen. De conclusie is dat de stelling zware voorwerpen vallen sneller dan lichte voorwerpen fout is.

## Uitgevoerde valproeven

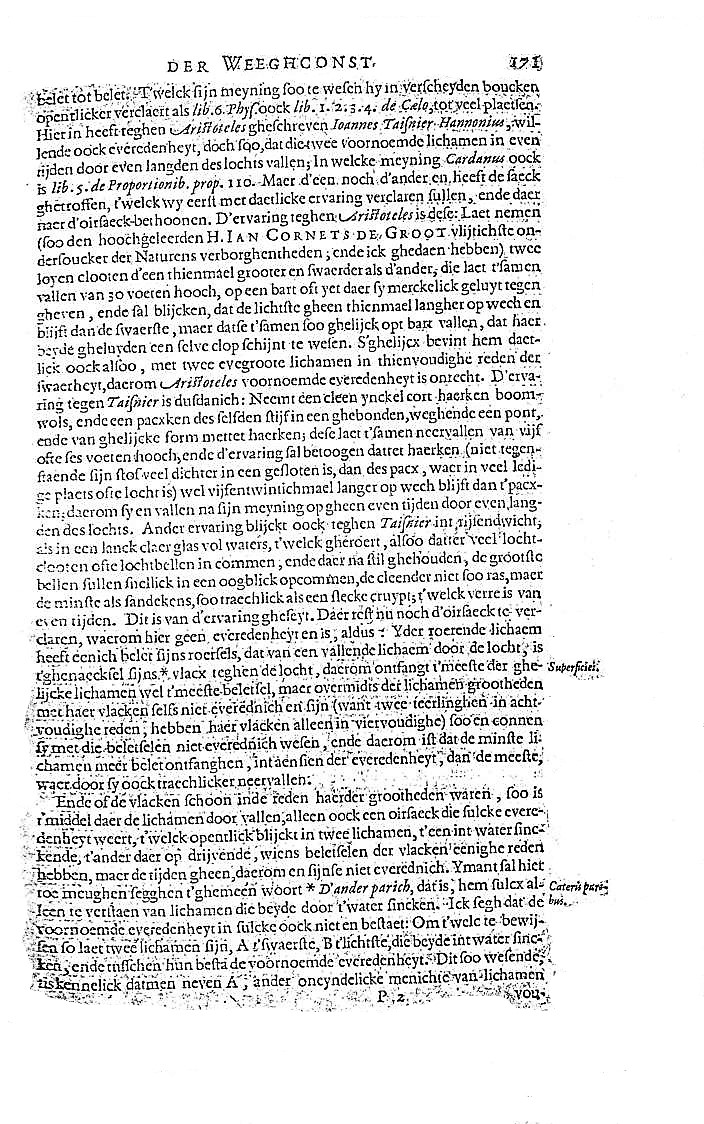
Simon Stevin: Valproef met Jan Cornets de Groot. Vierde stuck der Wisconstighe gedachtenissen vande Weeghconst - Anhang der weeghconst, inde welcke onder anderen vveerleyt vvorden etlicke dvvalinghen der wichtighe ghedaenten (Leiden, 1605), p. 171.

- De Vlaamse wis- en natuurkundige en ingenieur Simon Stevin beschrijft in zijn boek De Beghinselen der Weeghconst (1586) een controle van de valwet van Aristoteles. Met zijn vriend Jan Cornets de Groot, de vader van Hugo de Groot, liet Stevin twee loden bollen, de een tien maal zo zwaar als de andere, gelijktijdig van een hoogte van dertig voet op een plank vallen. Viel de zwaarste bol tien maal zo snel op de plank als de lichtste bol? Nee, ze hoorden maar één klap, een selve clop van de bollen op de plank, het verschil tussen de valtijden van de bollen was niet te horen.[2]

D'ervaring teghen Aristoteles is dese: Laet nemen (soo den hoochgeleerden H. Ian Cornets de Groot vlijtichste ondersoucker der Naturens verborghentheden, ende ick ghedaen hebben) twee loyen clooten d'een thienmael grooter en swaerder als d'ander, die laet t'samen vallen van 30 voeten hooch, op een bart oft yet daer sy merckelick geluyt tegen gheven, ende sal blijcken, dat de lichtste gheen thienmael langher op wech en blijft dan de swaerste, maer datse t'samen soo ghelijck opt bart vallen, dat haer beyde gheluyden een selve clop schijnt te wesen. S'ghelijcx bevint hem daetlick oock alsoo, met twee evegroote lichamen in thienvoudighe reden der swaerheyt, daerom Aristoteles voornoemde everedenheyt is onrecht.

- Ten onrechte worden valproeven vanaf de scheve Toren van Pisa toegeschreven aan Galileo Galileï: een hardnekkige mythe.